# Cédric Klapisch

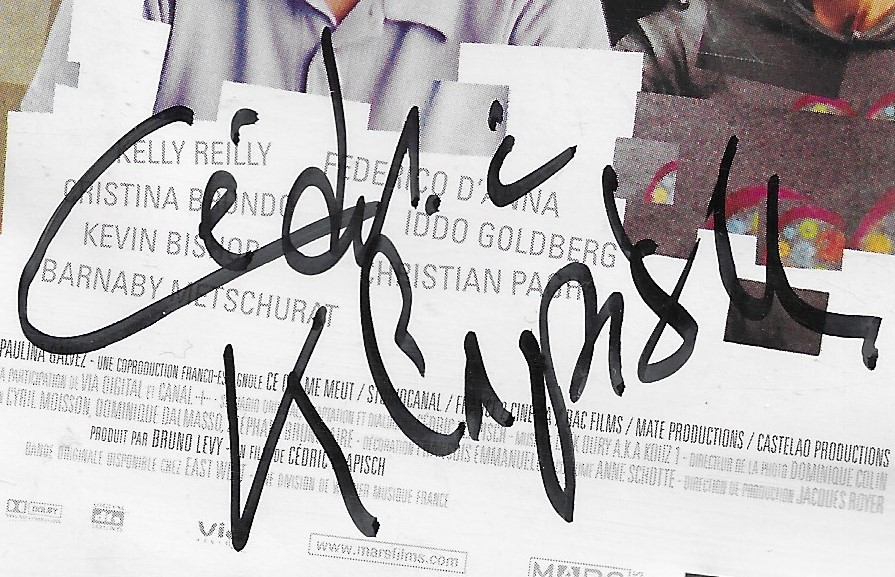
Klapischs namnteckning.

Cédric Klapisch, född 4 september 1961 i Neuilly-sur-Seine i Hauts-de-Seine, är en fransk regissör och manusförfattare.
Klapish debuterade som regissör 1986 och är bland annat känd för att ha gjort Den spanska lägenheten (2002).
1996 vann Cédric Klapish FIPRESCI-priset på Filmfestivalen i Berlin för När katten är borta... Han har nominerats till flera Césarpriser och vann 1997 i kategorin Bästa manus för filmen Un air de famille. Han delade priset med Agnès Jaoui och Jean-Pierre Bacri. 

## Filmografi i urval
- 1994 – Fem unga - en komedi om 70-talet
- 1996 – När katten är borta...
- 2002 – Den spanska lägenheten
- 2005 – Förälskad, förvirrad
- 2008 – Paris
- 2013 – Chinese Puzzle
- 2017 – Vår vingård i Bourgogne